# 3635 Kreutz
3635 Kreutz este un asteroid descoperit pe 21 noiembrie 1981 de Luboš Kohoutek.